# Encyclia euosma
Encyclia euosma är en orkidéart som först beskrevs av Heinrich Gustav Reichenbach, och fick sitt nu gällande namn av Paulo Campos Porto och Alexander Curt Brade. Encyclia euosma ingår i släktet Encyclia och familjen orkidéer. Inga underarter finns listade i Catalogue of Life.